# Willem Peper
Willem Peper is een Nederlandse stripreeks in klare lijn die werd getekend door Henk ’t Jong en geschreven door Adrie van Middelkoop. 

## Achtergrond
Henk ’t Jong had eerder strips getekend voor de tijdschriften Hitweek, Aloha, Pep en Sjors voor hij in 1976 begon aan de avonturenstrip Willem Peper voor het tijdschrift Eppo. Na het zesde avontuur in 1981 verloor ’T Jong interesse in strips en ging hij zich richten op heraldiek.

## Verhalen
| Nummer | Titel                | Publicatie in Eppo  | Uitgave      |
| ------ | -------------------- | ------------------- | ------------ |
| V1     | Hoe navel van Shiva  | 1976-10 t/m 31      | Oberon, 1979 |
| V2     | De laatste doge      | 1976-48 t/m 1977-16 | Oberon, 1980 |
| V3     | De schat van Gormach | 1977-36 t/m 1978-5  | Oberon, 1981 |
| V4     | De Dimensiespiegel   | 1978-32 t/m 52      | Oberon, 1981 |
| V5     | Operatie tijdreis    | 1979-41 t/m 1980-9  |              |
| V6     | De ziener op de berg | 1981-17 t/m 37      |              |